# Carmolândia
Carmolândia é um município brasileiro do estado do Tocantins. Localiza-se a uma latitude 07º02'00" sul e a uma longitude 48º23'46" oeste, estando a uma altitude de 0 metros. Sua população estimada em 2013 era de 2.457 habitantes.

## Ex-Prefeitos
- Dario Antonio de Oliveira (1993 - 1996)
- Severino de Góis Holanda (in memória) (1997 - 2000)
- Severino de Góis Holanda (in memória) (2001 - 2004)
- Antonio Teixeira Neto (2005 - 2008)
- João Holanda Leite (2009 - 2010)
- Jovercy Ribeiro Martins (2011 - 2012)
- Sebastião de Gois Barros (2013 - 2016)
- Neurivan Rodrigues de Sousa (2017 - 2020)
- Neurivan Rodrigues de Sousa (2021 - 2024)

## Ex-Primeiras Damas
- Aldetina Oliveira (1993 - 1996)
- Mônica Gondim (1997 - 2000)
- Mônica Gondim (2001 - 2004)
- Arlete Oliveira (2005 - 2008)
- Célia Moraes (2009 - 2010)
- Francisca Gonçalves (2011 - 2012)
- Lourenice de Sá (2013 - 2016)
- Gizeuda Silva (2017 - 2020)
- Gizeuda Silva (2021 - 2024)

## Ex-Vices-Prefeitos
- Roberto Tolentino (1993 - 1996)
- Antônio Teixeira Neto (1997 - 2000)
- Antônio Teixeira Neto (2001 - 2004)
- José Nivaldo de Oliveira (2005 - 2008)
- Jovercy Ribeiro Martins (2009 - 2010)
- Wehbehtt Alves da Silva (2013 - 2016)
- Erasmo Pereira da Silva (2017 - 2020)
- Erasmo Pereira da Silva (2021 - 2024)

## Ex-Vices-Primeiras Damas
- Edileuza Martins (1993 - 1996)
- Arlete Oliveira (1997 - 2000)
- Arlete Oliveira (2001 - 2004)
- Elenil Sousa (2005 - 2008)
- Francisca Gonçalves (2009 - 2010)
- Marciley Pereira (2013 - 2016)
- Teresinha Brito (2017 - 2020)
- Teresinha Brito (2021 - 2024)